# Psacalium eriocarpum
Psacalium eriocarpum là một loài thực vật có hoa trong họ Cúc. Loài này được (S.F.Blake) S.F.Blake miêu tả khoa học đầu tiên năm 1938.